# Атаманицын, Пётр Васильевич
Пётр Васи́льевич Атамани́цын (19 августа 1928, Можаровка — 30 мая 2005, Орск, Оренбургская область) — советский промышленник.

## Биография
Родился в 1928 году в селе Можаровка Новоорского района Оренбургской области.
Окончил Орский машиностроительный техникум (1952), техник-технолог и Всесоюзный заочный политехнический институт (1959, г. Орск), инженер-механик.
В 1952—1961 годах работал на Южно-Уральском машиностроительном заводе (г. Орск): технолог, секретарь заводского комитета комсомола, начальник смены, начальник цеха.
В 1961—1969 годах — главный инженер Орского завода строительных машин.
С 1969 года — директор строящегося, затем действующего завода тракторных прицепов. Являлся основателем и первым директором Орского завода тракторных прицепов. Под его руководством строился посёлок ОЗТП, где находится завод, именно по его инициативе в посёлке появился заводской трамвай.
Делегат XXVI (1981) и XXVII (1986) съездов КПСС.

### Семья
Внук Петра Атаманицына — Дмитрий является профессиональным хоккеистом, его команда играет в Высшей лиге чемпионата России.

## Память
Планируется назвать одну из улиц города Орска именем Петра Атаманицына.

## Награды
- Награждён орденом Трудового Красного Знамени, двумя орденами «Знак Почета», медалями.
- Звание «Почётный гражданин города Орска» присвоено в 1988 году решением исполкома горсовета «за многолетнюю работу в составе городского Совета народных депутатов, большой личный вклад в развитие города и поселка прицепостроителей, активное участие в коммунистическом воспитании трудящихся».